# Brodnica
Brodnica ([brɔdˈɲiʦa], deutsch Strasburg in Westpreußen oder Strasburg an der Drewenz, amtlich ab 21. Mai 1941 Strasburg (Westpr.)) ist eine Stadt in der polnischen Woiwodschaft Kujawien-Pommern.

## Geographische Lage
Die Stadt liegt im ehemaligen Westpreußen an der Drwęca (Drewenz), südlich von Kwidzyn (Marienwerder) und etwa 45 Kilometer (Luftlinie) südöstlich von Grudziądz (Graudenz).

## Geschichte
Strasburg wurde 1262 erstmals als Strasberg urkundlich erwähnt. Der Deutsche Orden plante mit der Errichtung einer befestigten Siedlung an einem wichtigen Übergang über die Drewenz, seiner damaligen östlichen Landesgrenze, sich vor Einfällen der heidnischen Prußen und Litauer abzusichern. Der Ort wird 1298 im Rahmen eines litauischen Überfalls erstmals als Stadt erwähnt. Die Burg Strasburg wurde 1339 fertiggestellt.
Mit dem Zweiten Thorner Frieden 1466 kam die Stadt als Teil des Kulmerlands zum autonomen, unter polnischer Schirmherrschaft stehenden Preußen königlichen Anteils. Das Kulmerland war fortan Polonisierungsversuchen ausgesetzt.
|  |

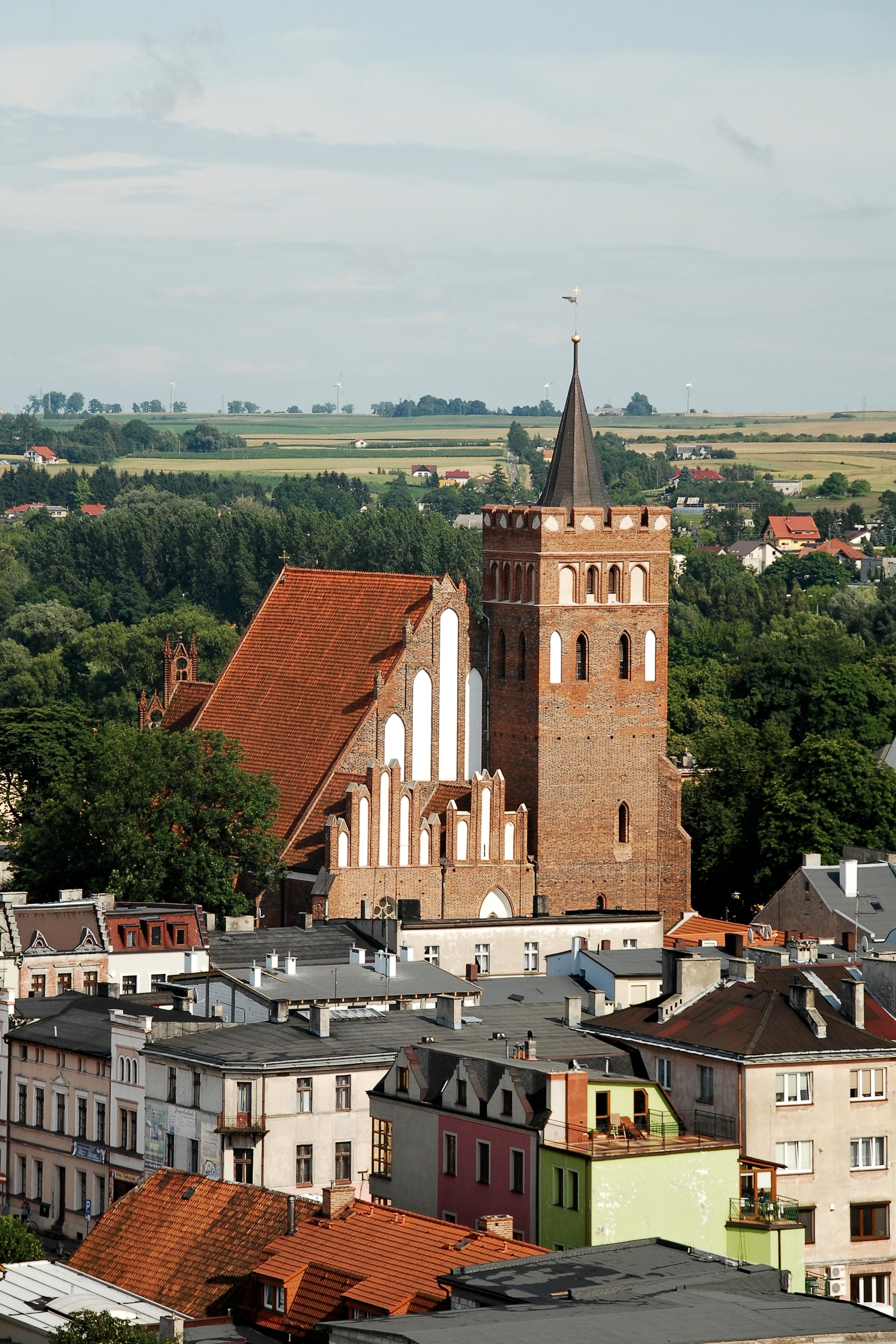
St.-Katharinen-Kirche

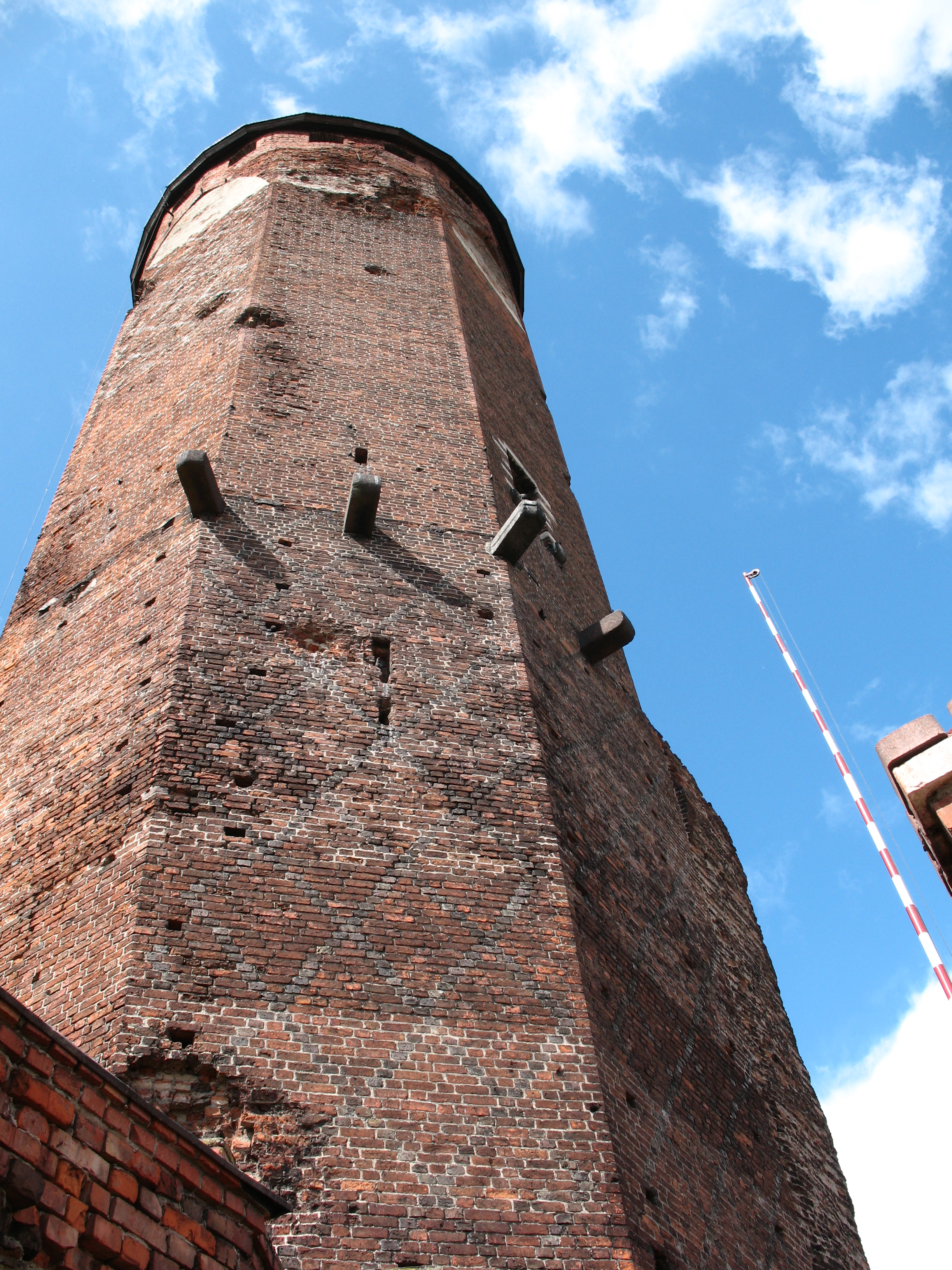
Turm der Burg des Deutschen Ordens

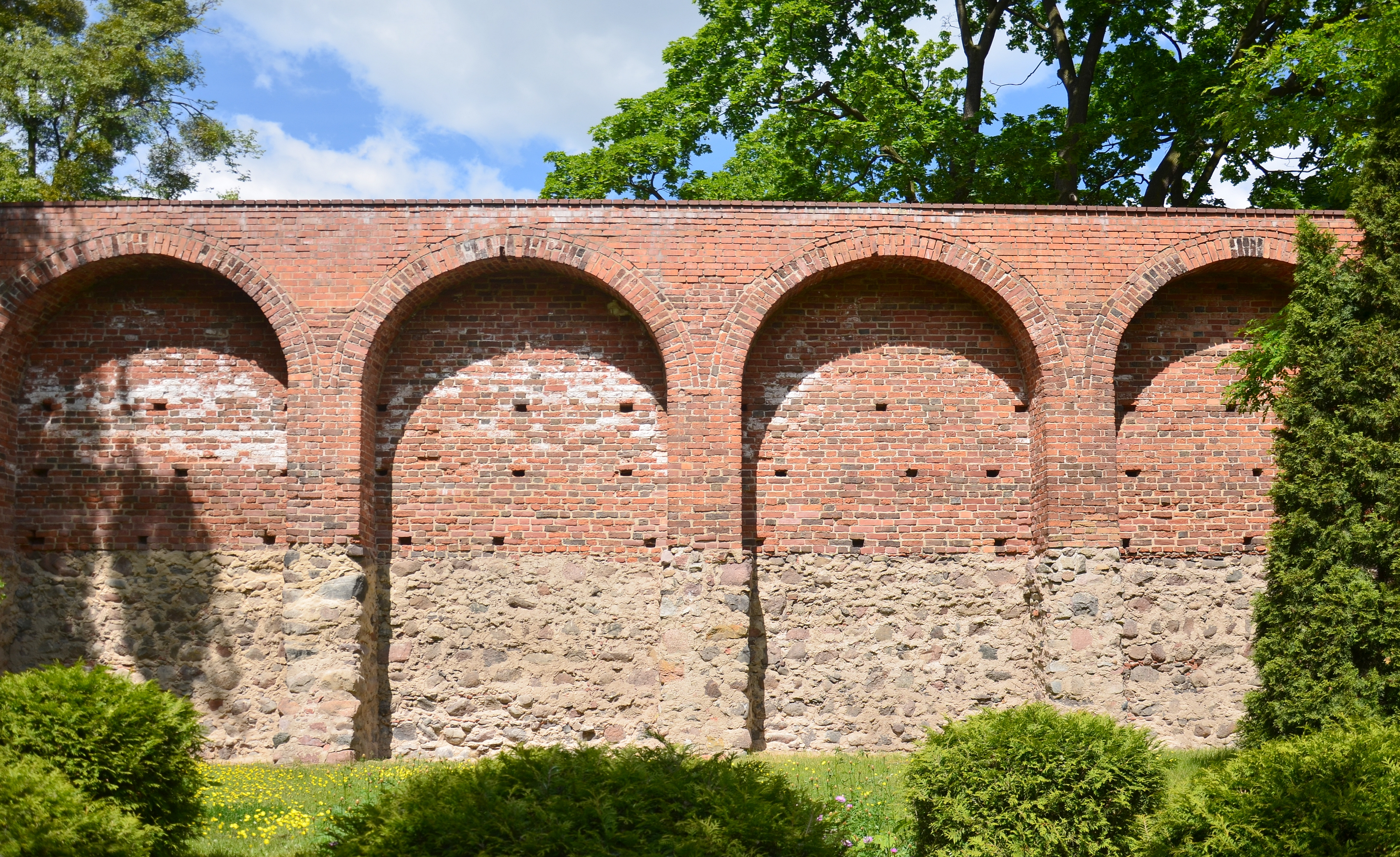
Verteidigungsmauern

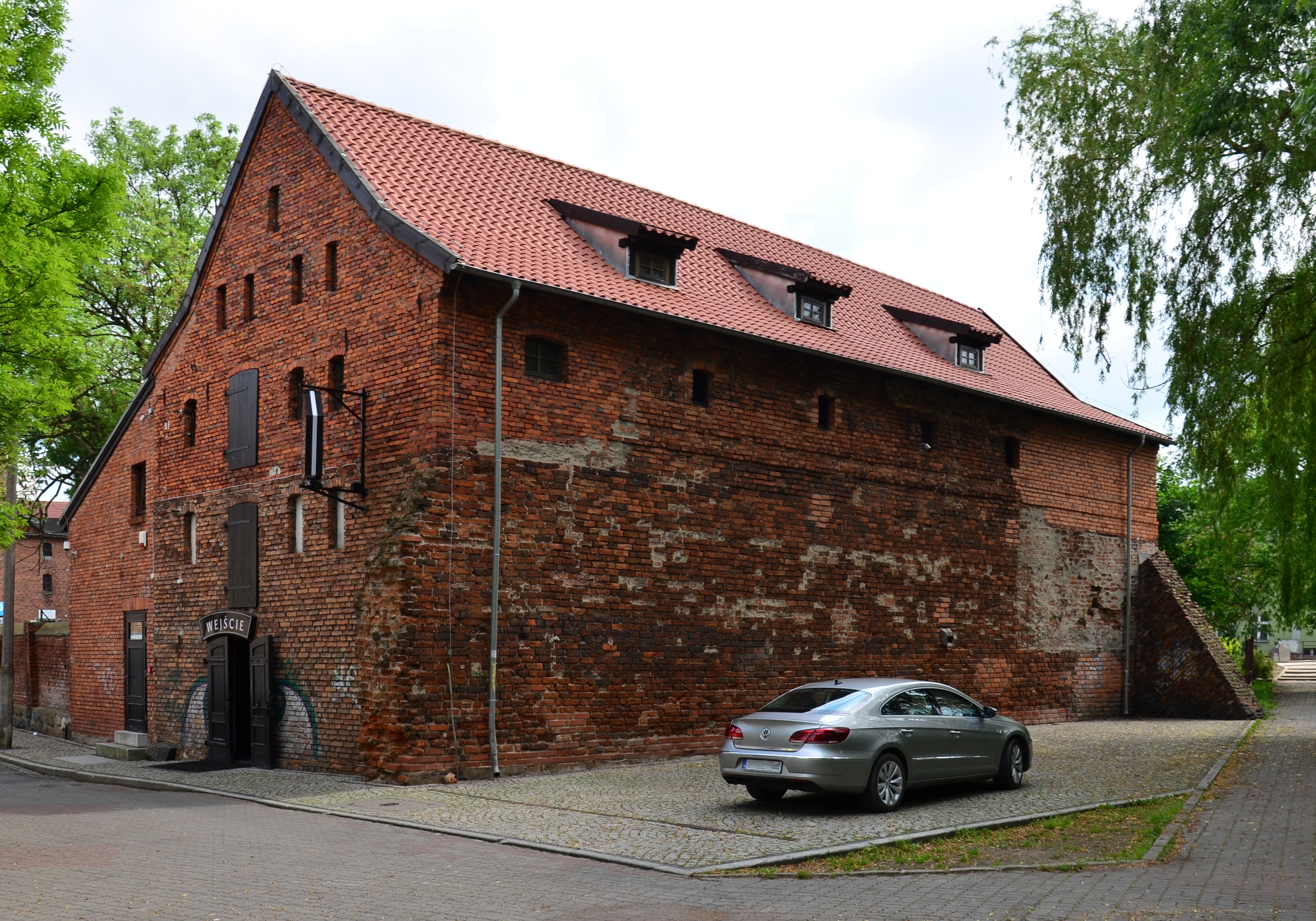
Spielbank in Brodnica

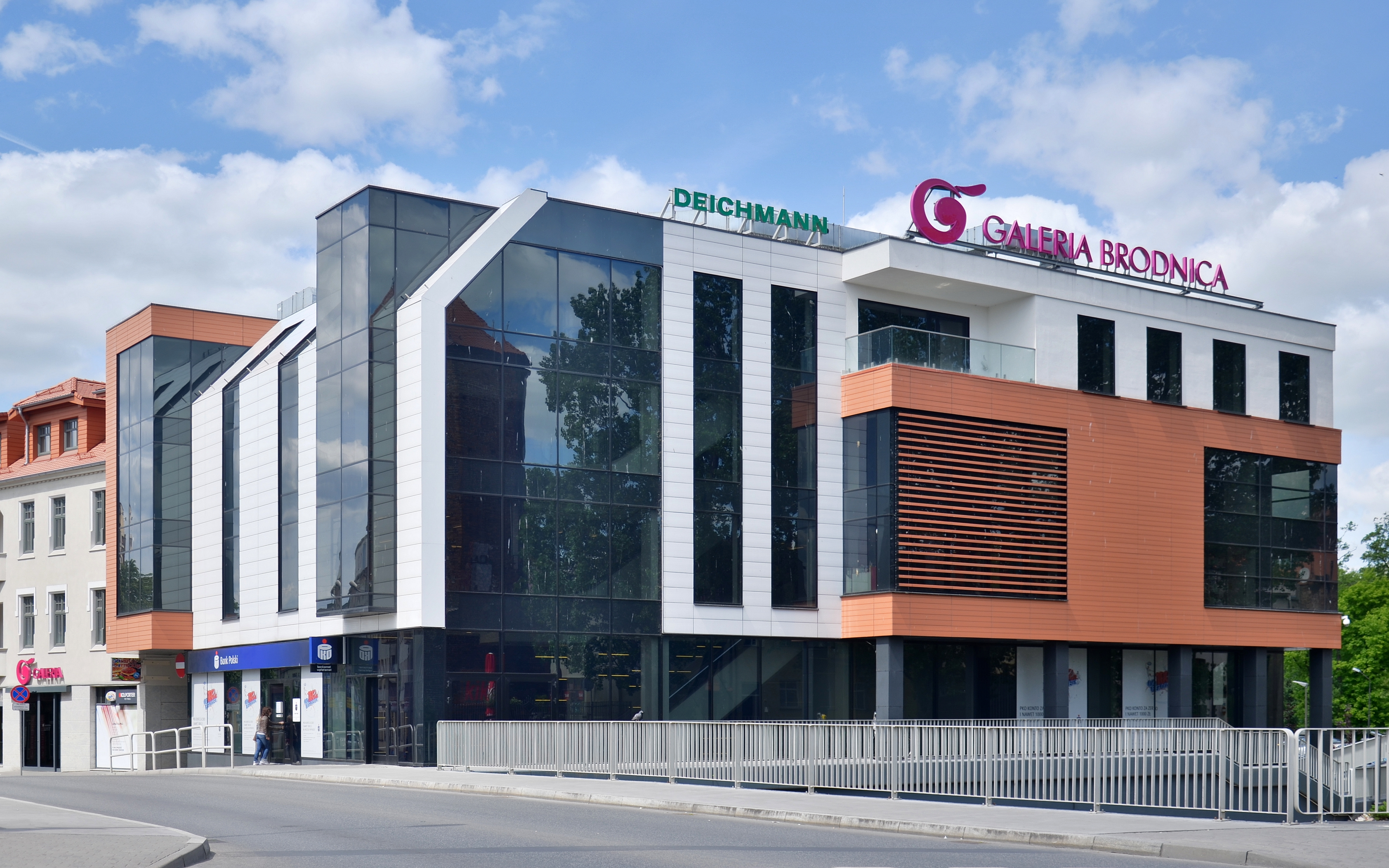
Einkaufszentrum Brodnica

Zur Zeit der ersten polnischen Teilung im Jahr 1772 war das Gebiet, in dem Brodnica liegt, fast vollständig polonisiert und hauptsächlich von der polnischsprachigen Bevölkerung bewohnt. Darüber hinaus erlebte der deutsche Adel aufgrund der Privilegien, die er erhielt, schnell die Polonisierung.
Im Rahmen dieser ersten polnischen Teilung kam Strasburg 1772 zu Preußen. Während der Franzosenzeit kam Strasburg 1807 vorübergehend zum Herzogtum Warschau. Durch den Wiener Kongress 1815 fiel es an Preußen zurück. Ab 1818 war Strasburg Sitz des Landratsamtes des Kreises Strasburg in Westpreußen. Am Anfang des 20. Jahrhunderts hatte Strasburg eine evangelische Kirche, eine katholische Kirche, eine Synagoge, ein Gymnasium, ein Amtsgericht, ein Hauptzollamt und mehrere gewerbliche Betriebe.
Nach dem Ersten Weltkrieg musste Strasburg 1920 aufgrund der Bestimmungen des Versailler Vertrags zum Zweck der Einrichtung des Polnischen Korridors an Polen abgetreten werden. Es wurde die Ortsbezeichnung Brodnica eingeführt.
Nach dem Überfall auf Polen 1939 wurde das Gebiet vom Deutschen Reich annektiert und dem Reichsgau Danzig-Westpreußen zugeordnet, zu dem Strasburg bis 1945 gehörte. Die Synagoge der Stadt wurde 1939 zerstört. Bis zum Ende des Zweiten Weltkriegs verloren etwa 1000 Einwohner der Stadt ihr Leben. Am 22. Januar 1945 wurde Strasburg von der Roten Armee besetzt und kam wieder an Polen.

### Demographie
| Jahr | Einwohner | Anmerkungen |
| ---- | --------- | --- |
| 1772 | 1283      | in 228 Haushalten (Feuerstellen) |
| 1783 | 1853      | mit der Garnison (315 Personen, die zu zwei Schwadronen eines 1773 gebildeten Husaren-Regiments gehören), meistens Lutheraner, 27 Juden |
| 1802 | 1768      | [ 9 ] |
| 1807 | 2113      | [ 7 ] |
| 1816 | 1994      | davon 713 Evangelische, 1131 Katholiken und 150 Juden |
| 1821 | 2356      | [ 9 ] |
| 1826 | 2669      | [ 7 ] |
| 1831 | 2585      | zum größten Teil Deutsche |
| 1852 | 3959      | [ 11 ] |
| 1864 | 5014      | davon 2739 Evangelische und 2275 Katholiken |
| 1871 | 5305      | davon 700 Evangelische und 2300 Katholiken (2000 Polen) |
| 1875 | 5454      | [ 14 ] |
| 1880 | 5801      | [ 14 ] |
| 1890 | 6122      | davon 2587 Evangelische, 3048 Katholiken und 480 Juden (2.000 Polen) |
| 1905 | 7217      | mit der Garnison (III. Bataillon des Infanterieregiments Nr. 141), davon 2702 Evangelische und 318 Juden |
| 1910 | 7951      | am 1. Dezember, davon 3815 mit deutscher Muttersprache (darunter 2854 Evangelische, 671 Katholiken und 286 Juden), 3641 mit polnischer Muttersprache (zwölf Evangelische, 3629 Katholiken), aber keine Einwohner mit kaschubischer Muttersprache |
| 1931 | 8521      | ca. 800 Deutsche |

| Jahr | Einwohner | Anmerkungen |
| ---- | --------- | ----------- |
| 2006 | 32.588    |             |

## Sehenswürdigkeiten
- St.-Katharinen-Kirche, gotischer Backsteinbau, erbaut im 13. und 14. Jahrhundert, mit Innenausstattung im Stil der Renaissance und des Barock
- Pfarrkirche der Unbefleckten Empfängnis der Seligen Jungfrau Maria, Barockbau, erbaut 1752 bis 1761, geweiht am 1. August 1762.
- Ehemalige Evangelische Kirche, erbaut 1827 bis 1830 im klassizistischen Stil, geweiht am 4. April 1830. Die Kirchengemeinde gehörte bis 1923 zur altpreußischen Kirchenprovinz Westpreußen und von 1940 bis 1945 zum altpreußischen Kirchengebiet Danzig-Westpreußen, dazwischen (1923–1940) zur Unierten Evangelischen Kirche in Polen. Letzter evangelischer Gottesdienst am 1. Januar 1945. Nach dem Zweiten Weltkrieg von der Katholischen Kirche übernommen, heute kirchliche Schule
- Von der in der ersten Hälfte des 14. Jahrhunderts errichteten und nach 1785 abgebrochenen Burg des Deutschen Ordens sind der 54 Meter hohe Turm mit Aussichtsetage, Mauerreste und Teile des Kellers erhalten, in denen sich eine archäologische Ausstellung befindet[18]
- Von der ebenfalls in der ersten Hälfte des 14. Jahrhunderts errichteten Stadtbefestigung sind neben Mauerresten das Kulmer Tor mit einem backsteingotischen Stufengiebel (heute Galerie für zeitgenössische Kunst) und der Storchenturm erhalten
- Anna-Wasa-Palast, errichtet 1564, 1606 bis 1625 Wohnsitz der schwedischen Prinzessin Anna Wasa (1568–1625), der Schwester des polnischen Königs Sigismund III. Wasa, 1678 bis 1698 rekonstruiert, 1945 ausgebrannt, nach Rekonstruktion von 1960 bis 1970 dient das Gebäude heute als Bibliothek
- Das Ende des vierzehnten Jahrhunderts erbaute Rathaus wurde im Jahre 1631 durch einen Brand zerstört. Später wurde es von Gebäuden umgeben und schließlich 1868 bis auf den erhaltenen achteckigen Turm abgerissen.
- Getreidespeicher aus dem 17. Jahrhundert, heute Stadt- und Regionalmuseum

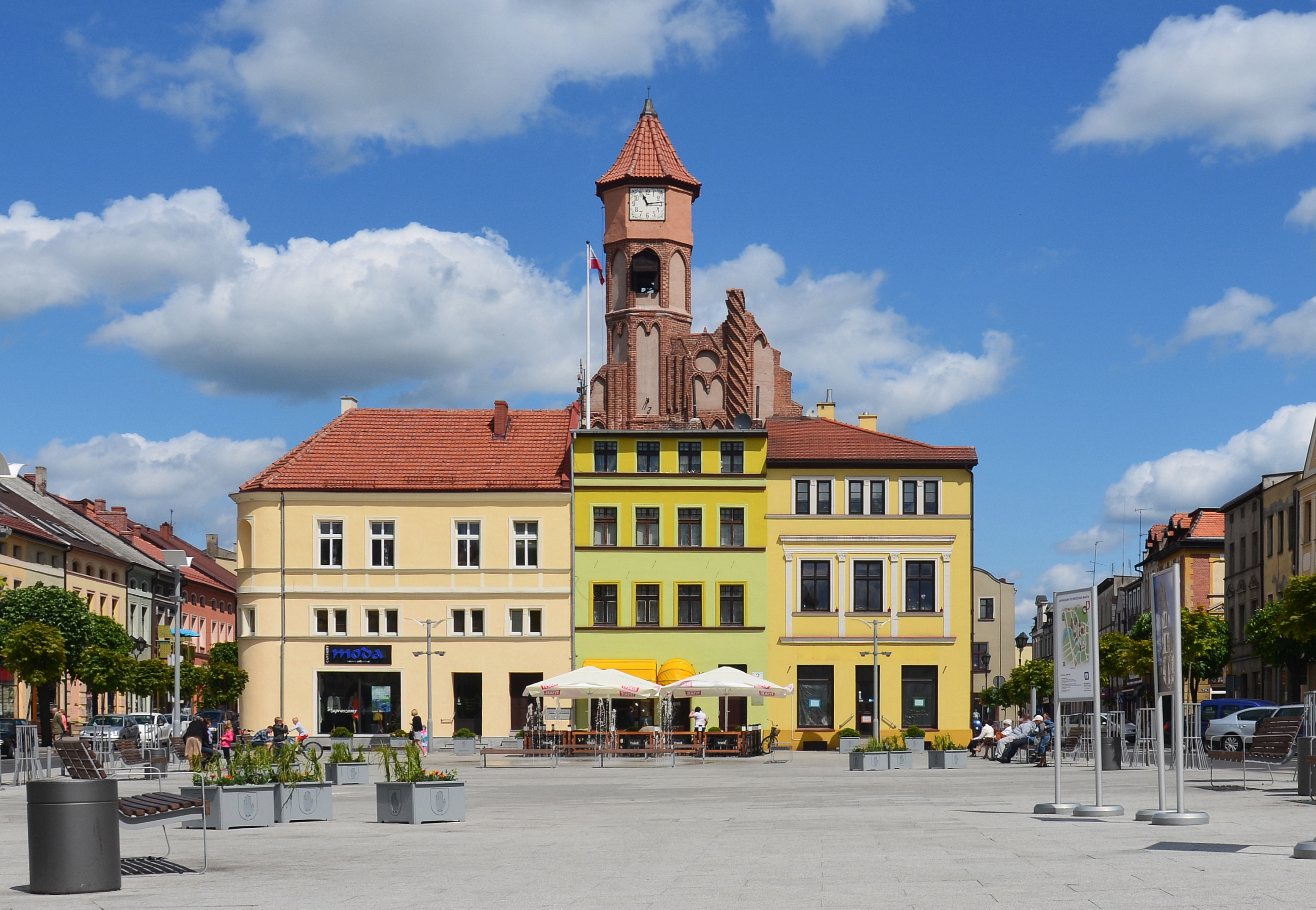
Marktplatz mit Rathausturm
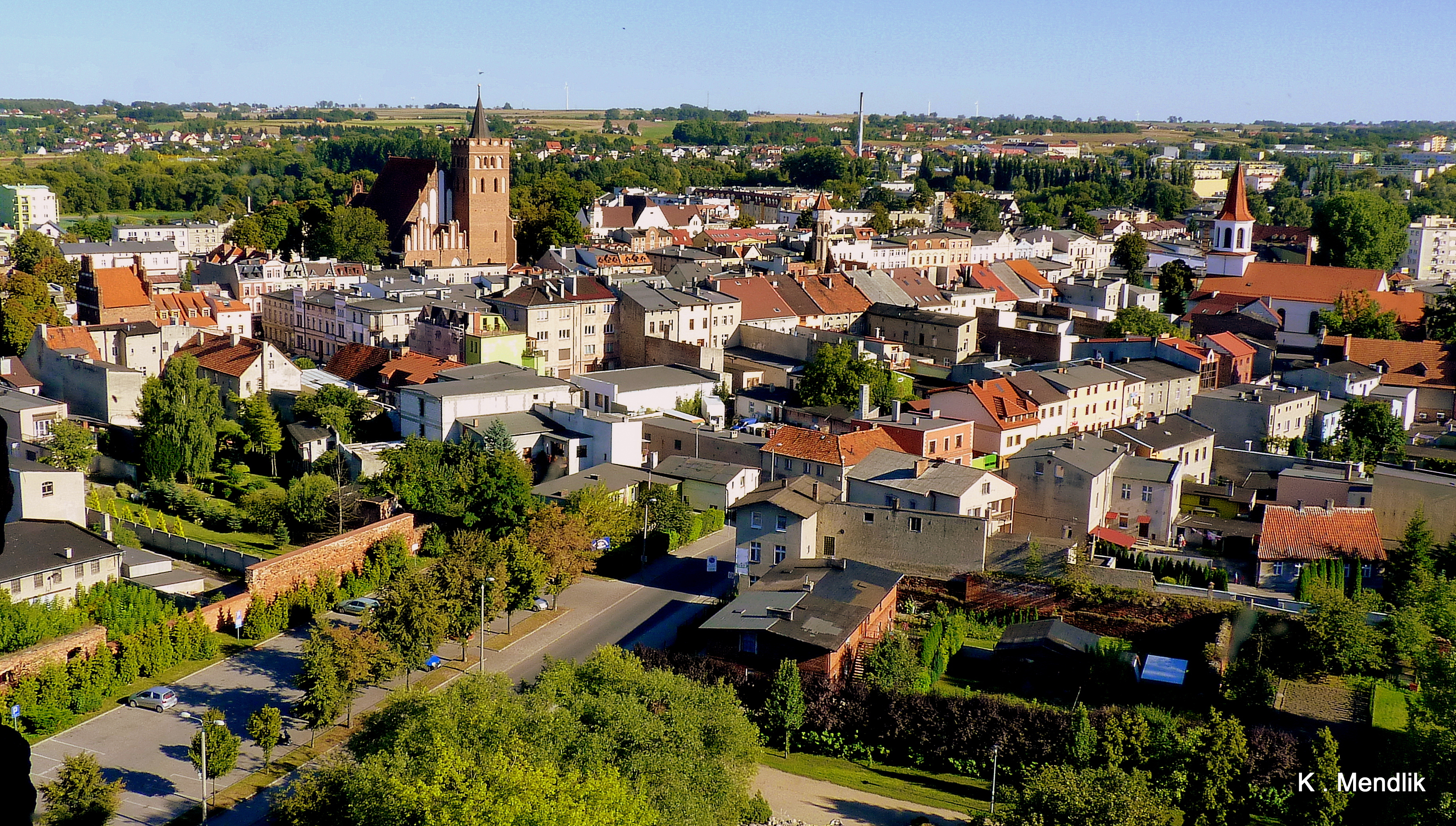
Die Altstadt vom Burgturm aus
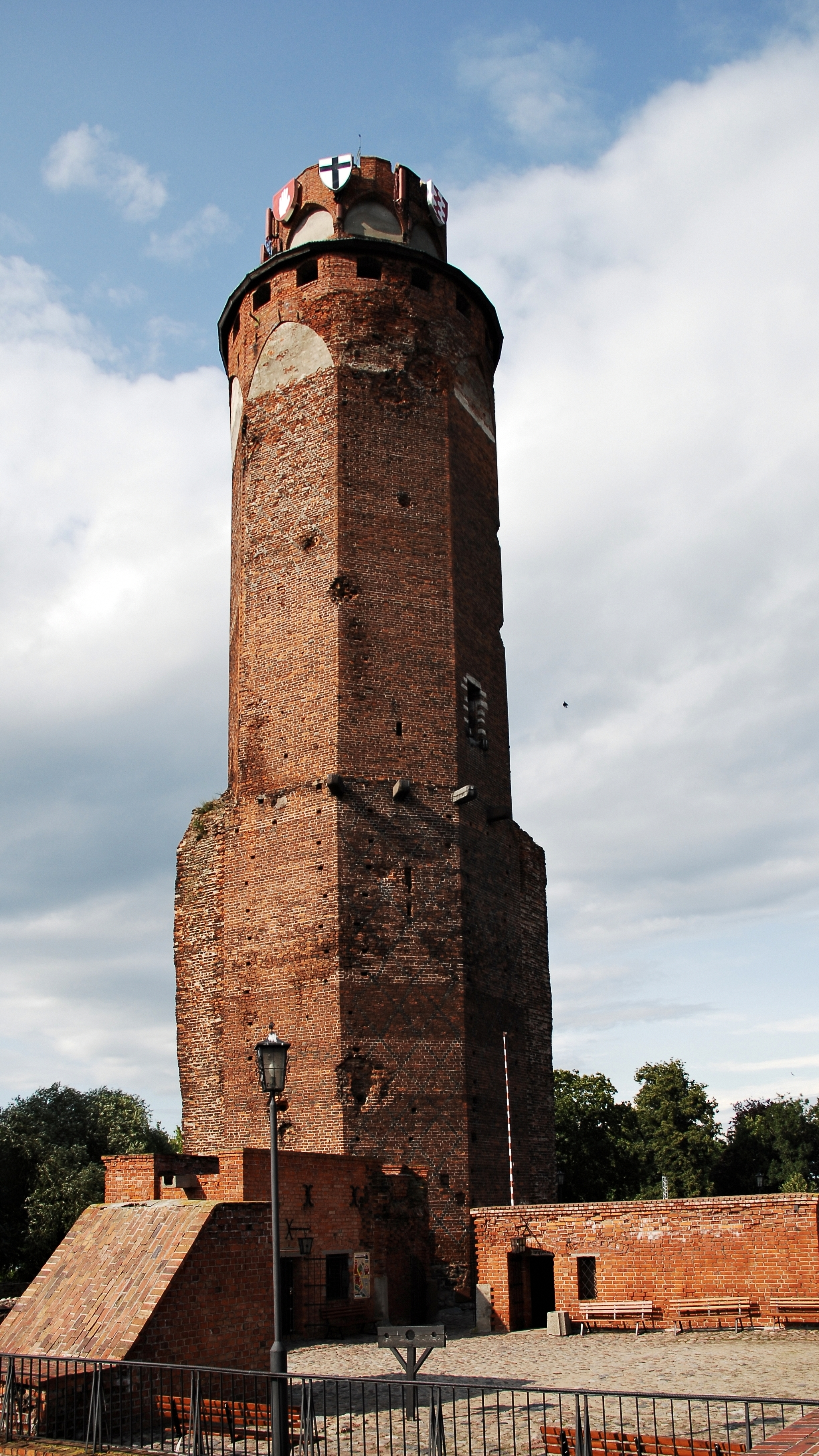
Turm der Burg des Deutschen Ordens
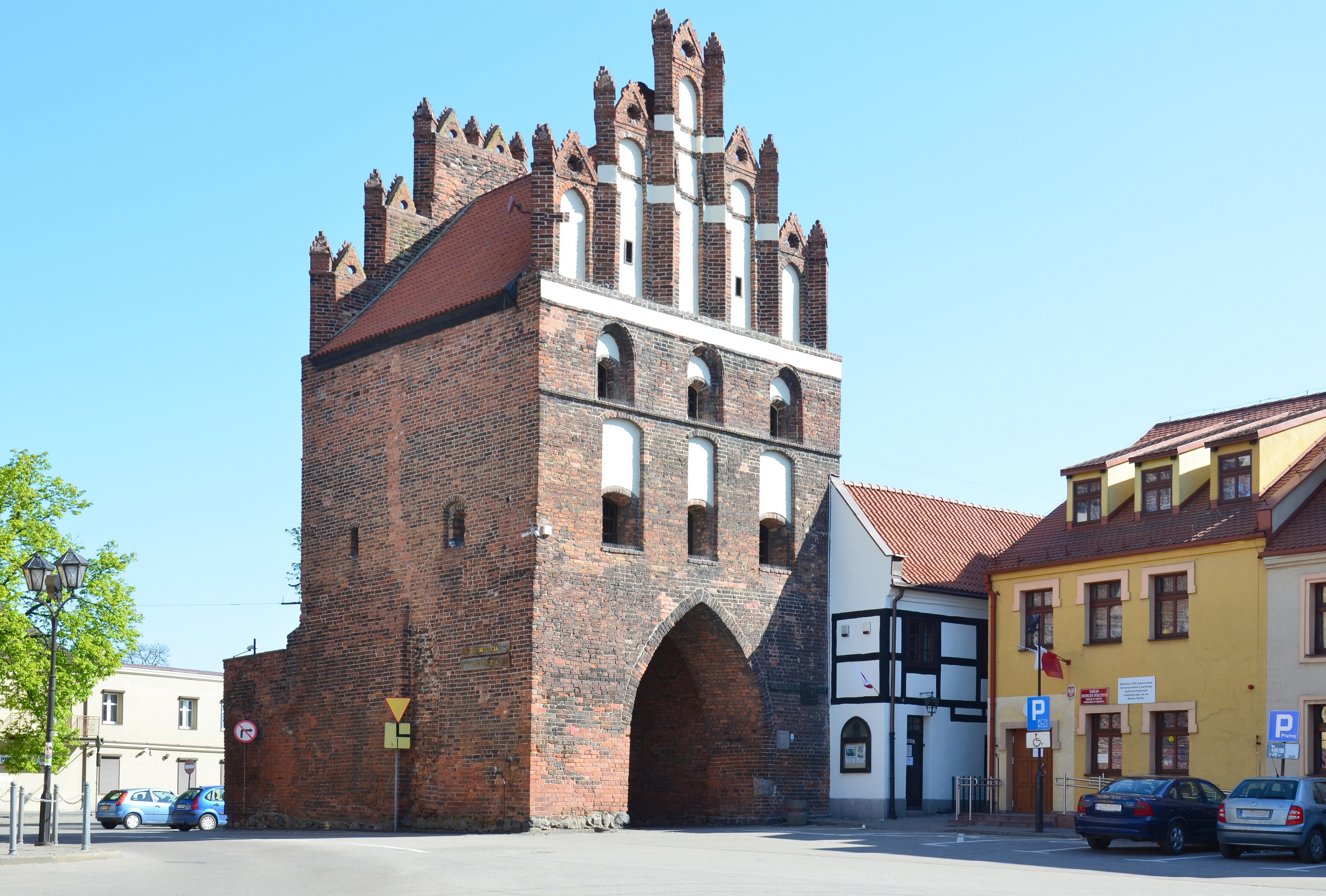
Kulmer Tor (Brama Chełmińska/Kamienna)
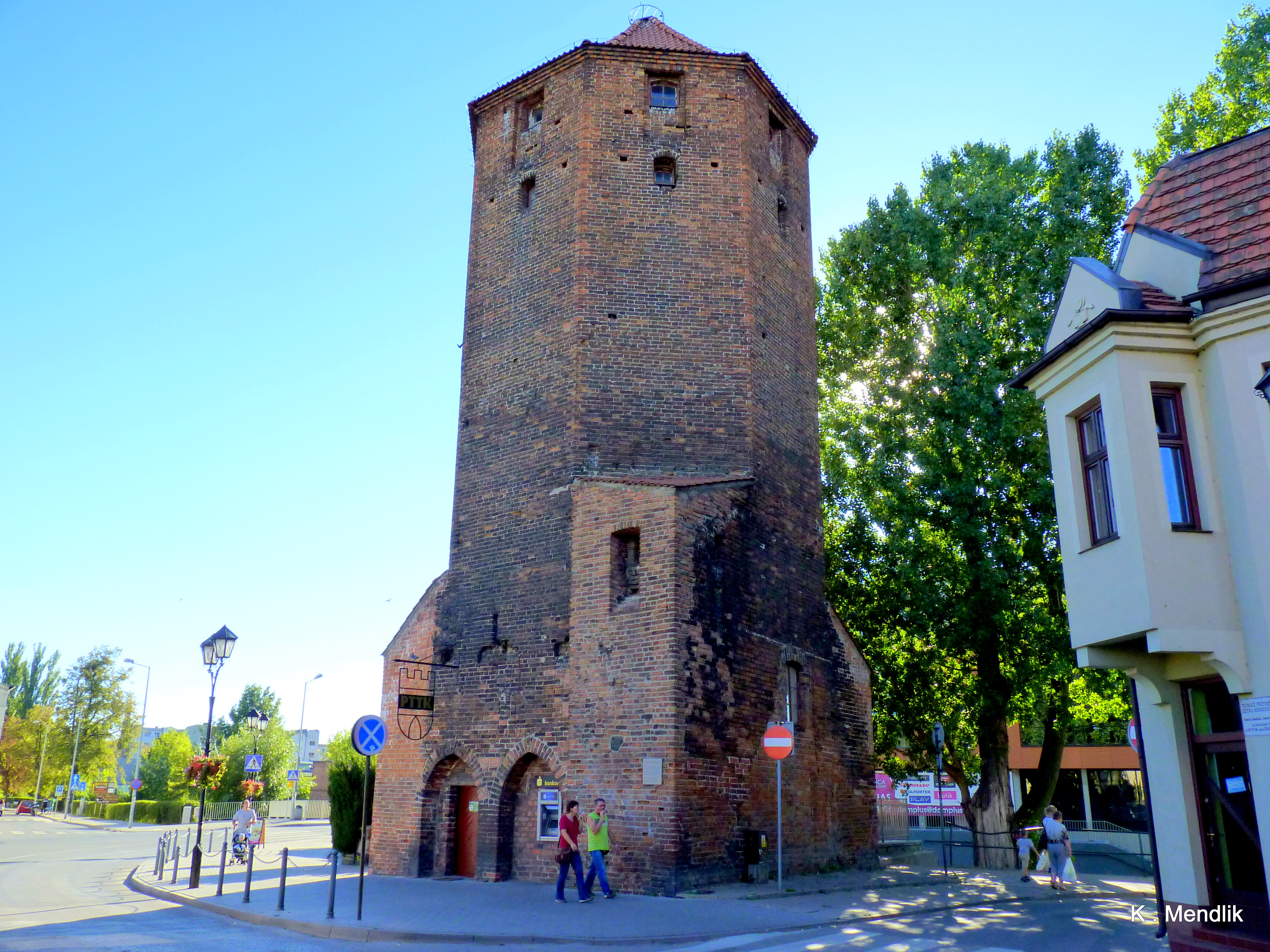
Storchenturm (Wieża Mazurska/Bociania)
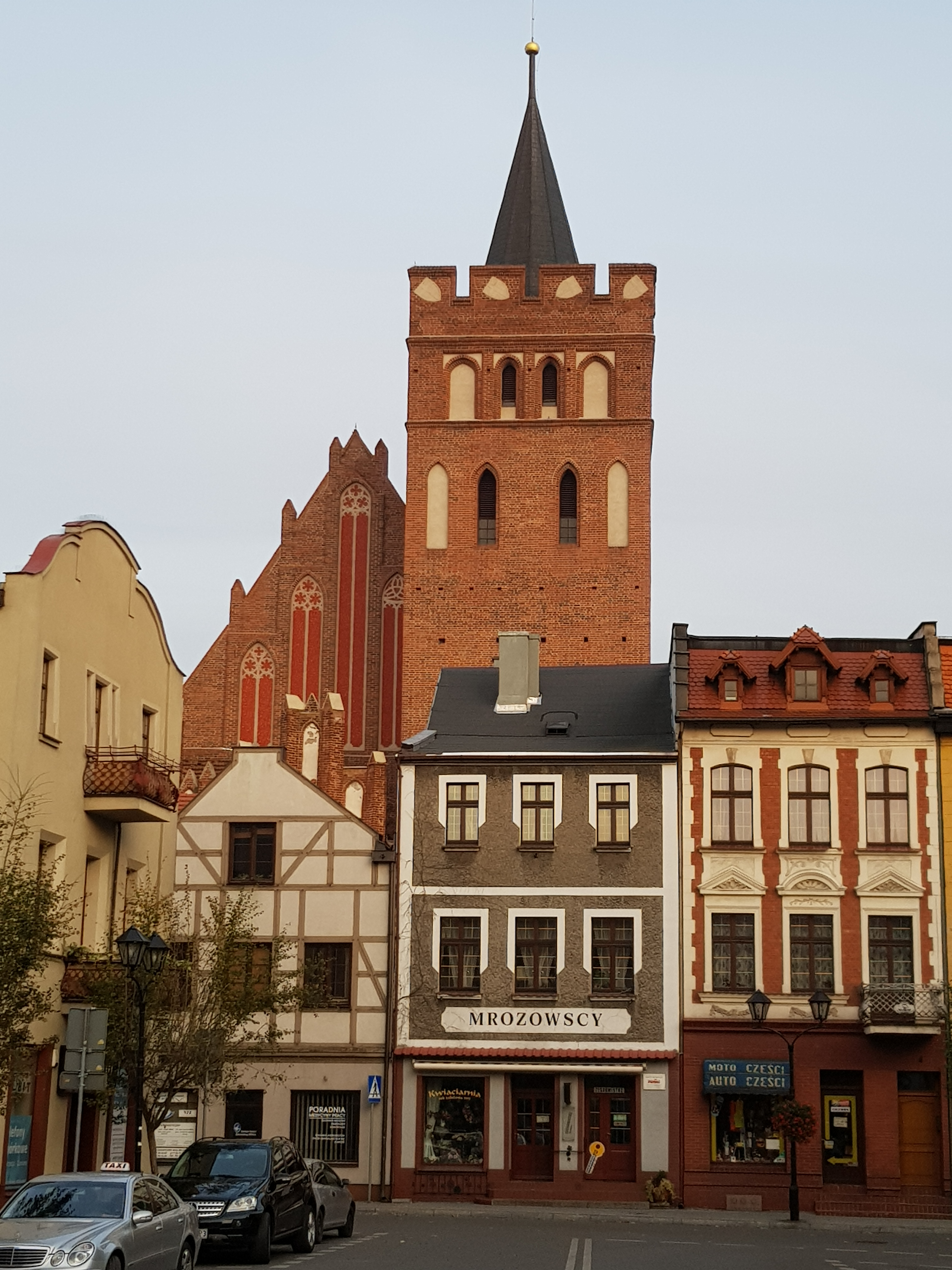
Pfarrkirche St. Katharinen
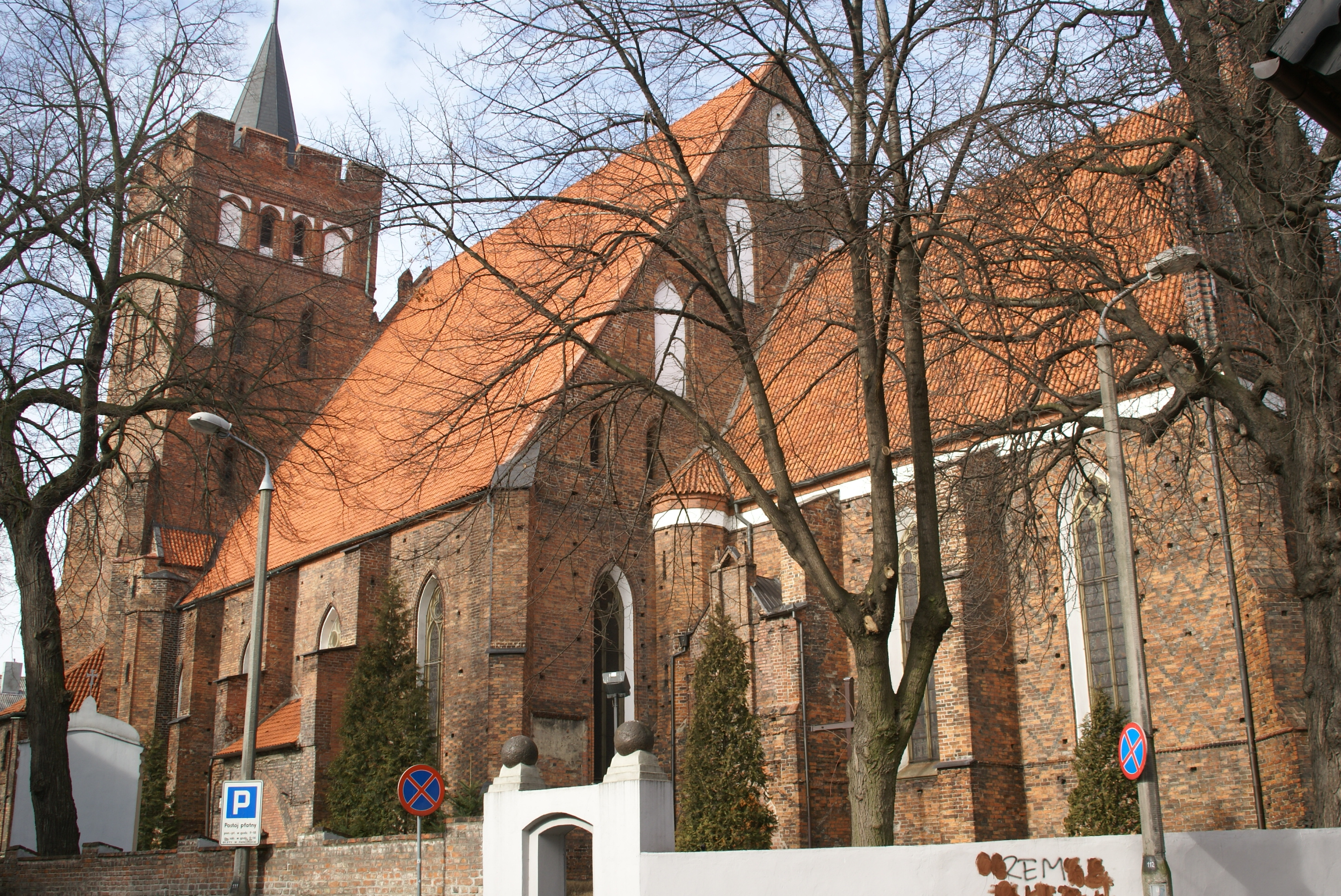
Pfarrkirche St. Katharinen
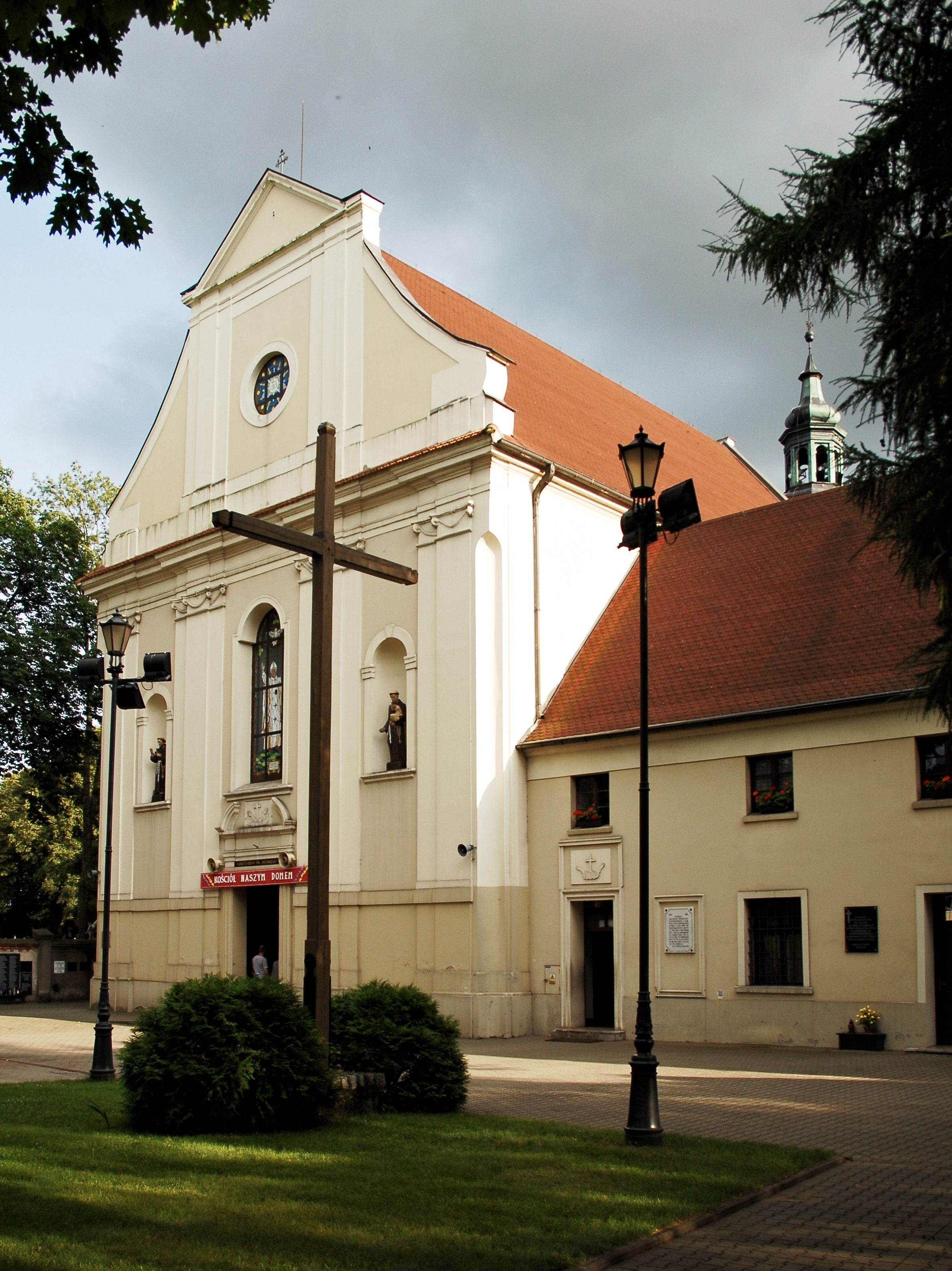
Pfarrkirche der Unbefleckten Empfängnis der Seligen Jungfrau Maria
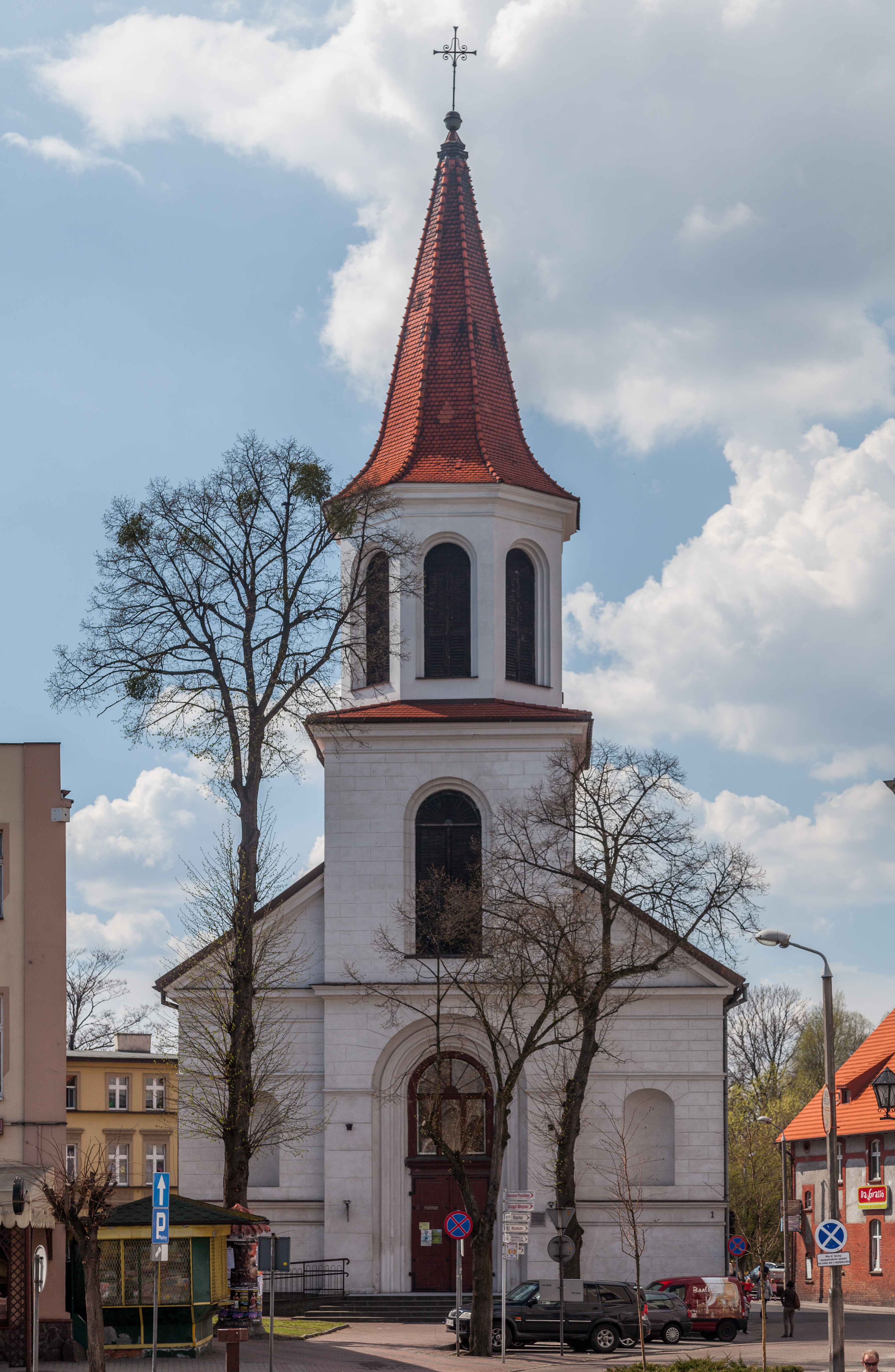
Ehemalige Evangelische Kirche, heute Katholische Kirche
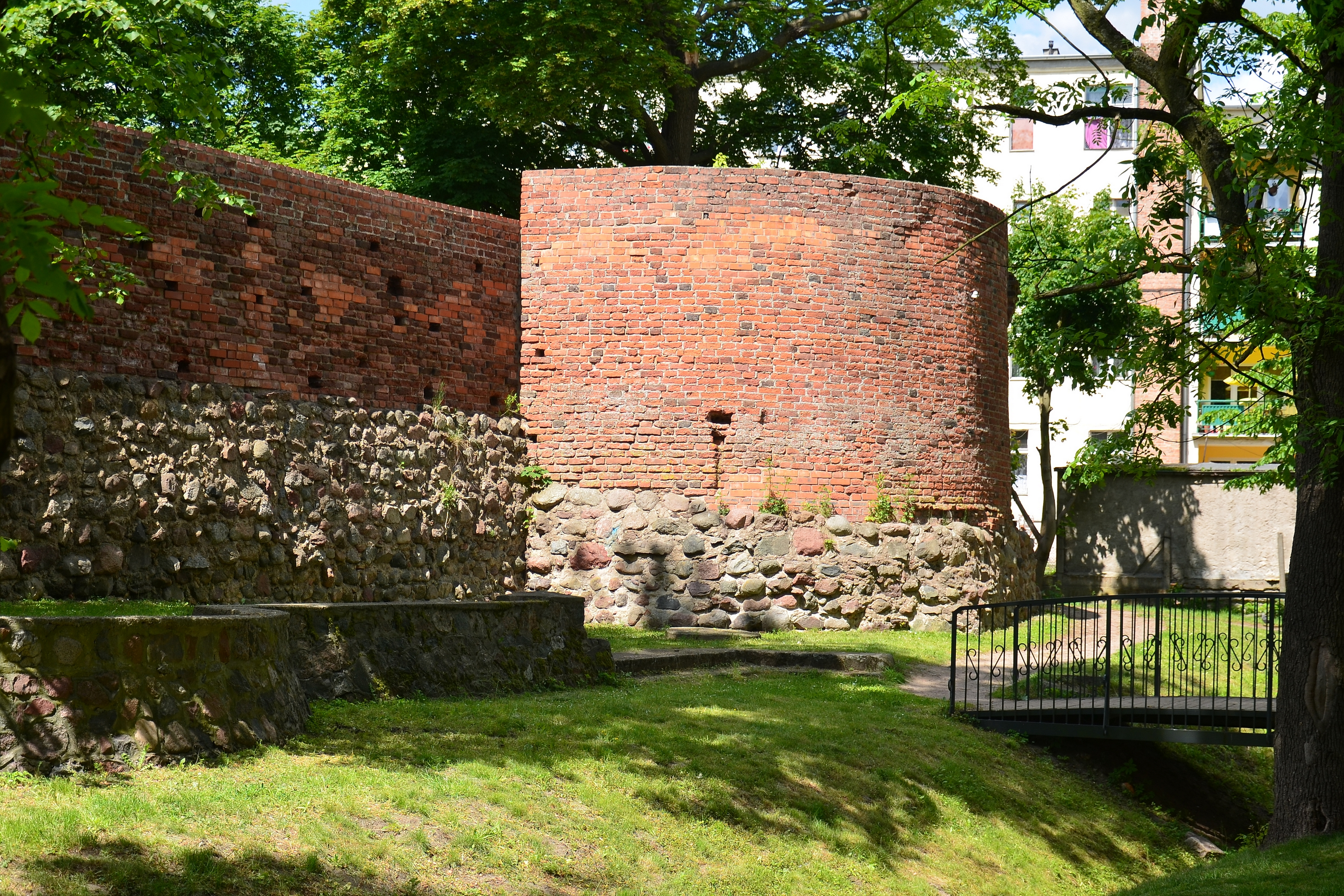
Mittelalterliche Stadtmauer
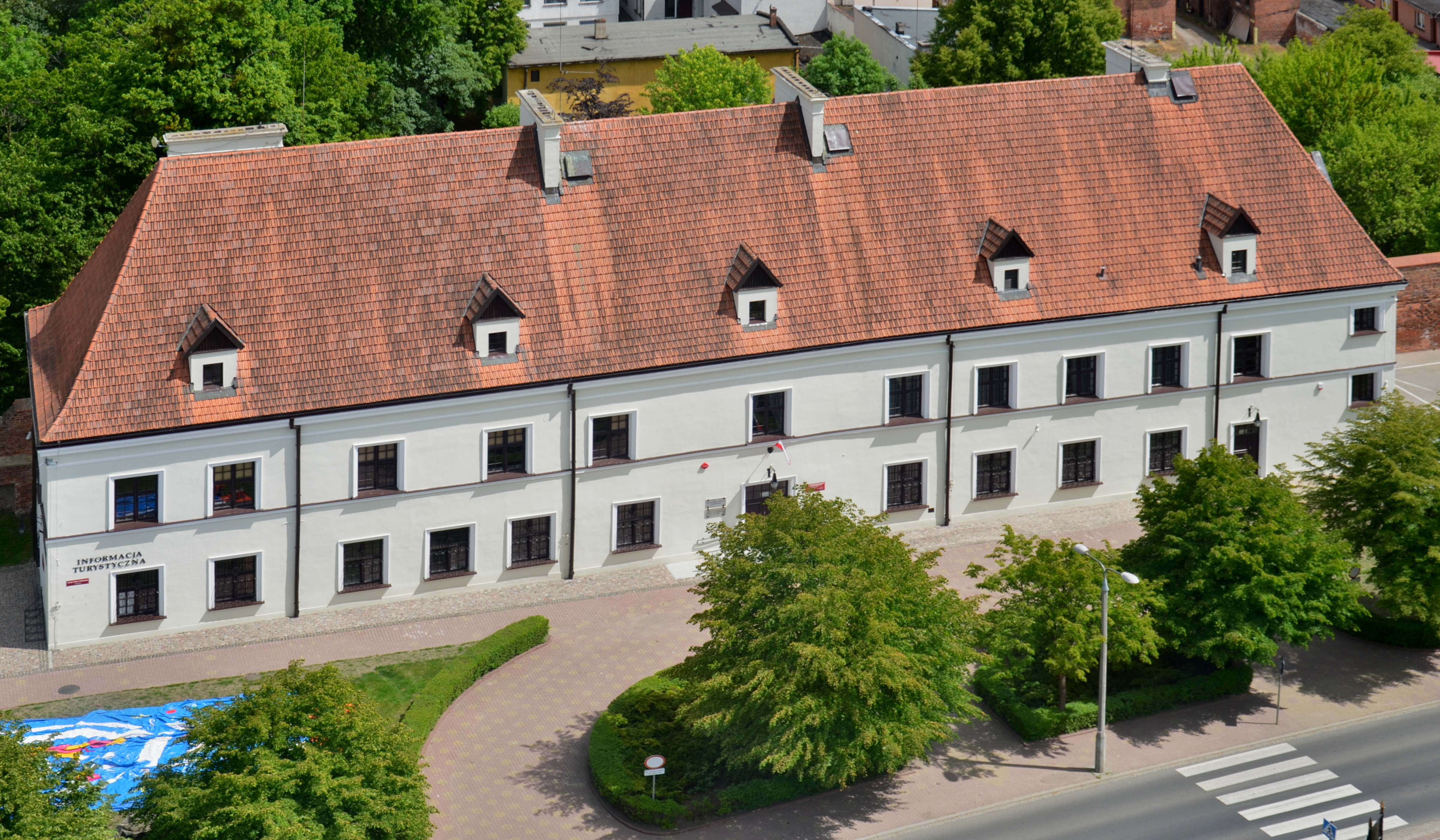
Anna-Wasa-Palast
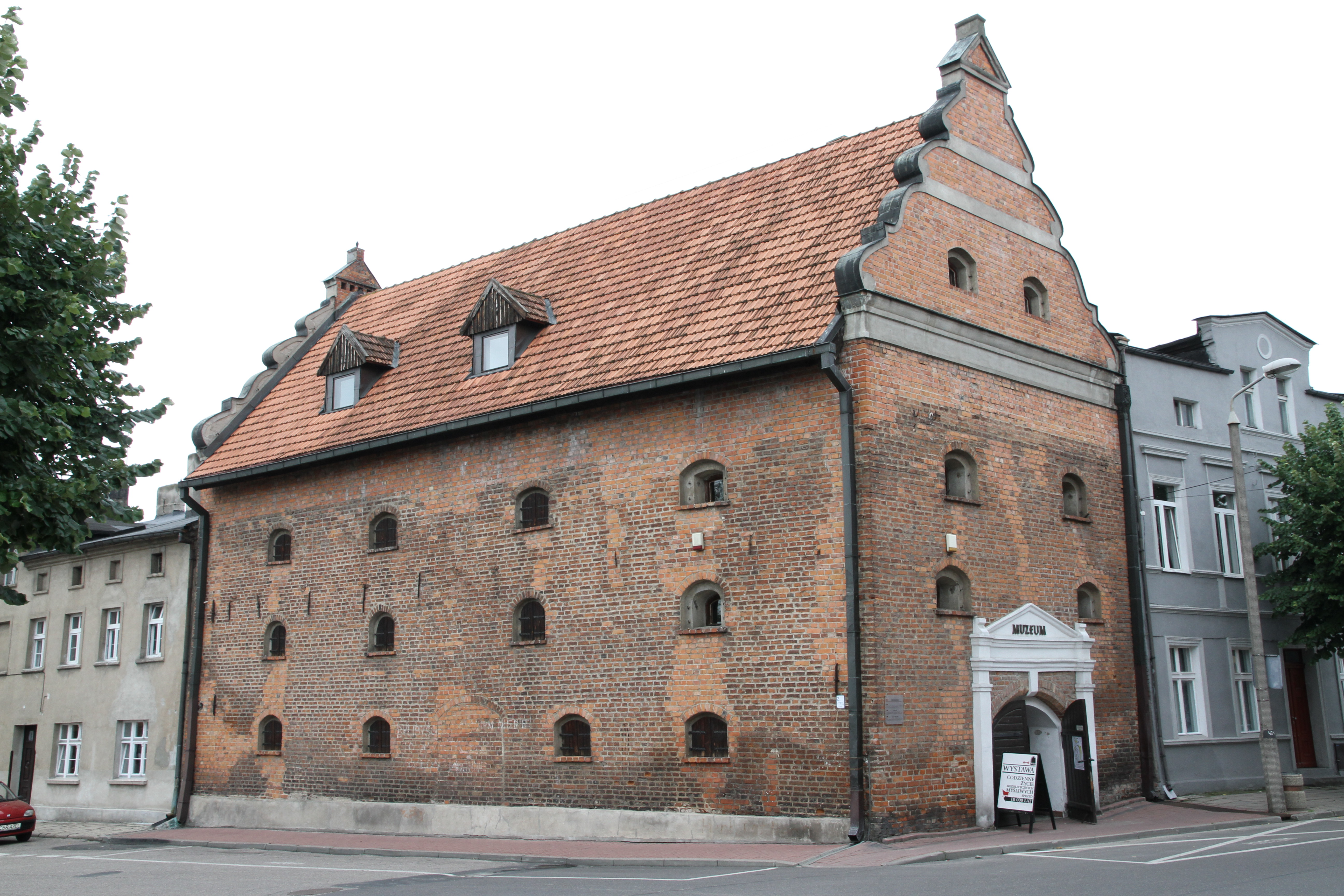
Museum, ehemaliger Getreidespeicher
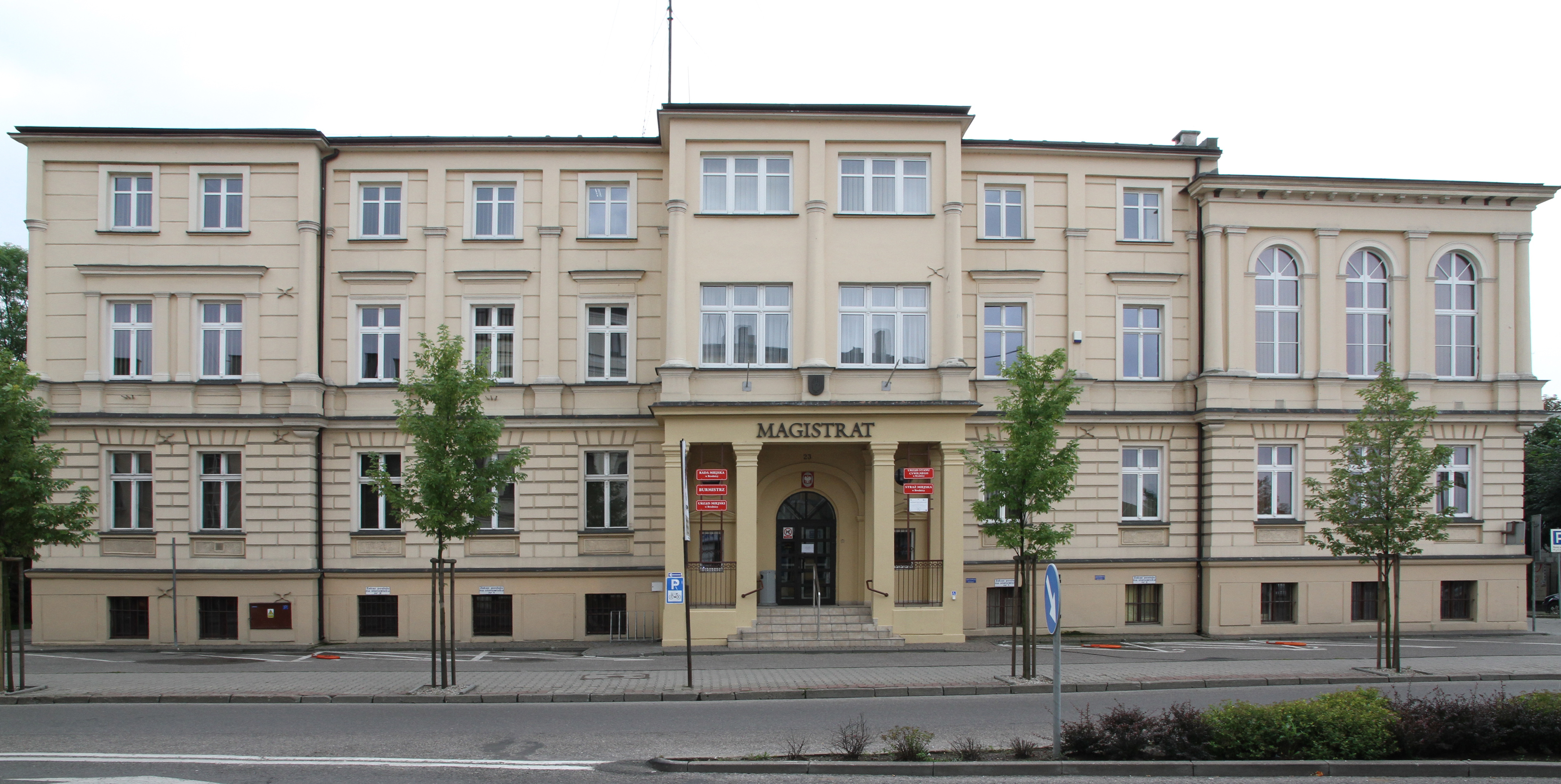
Neoklassizistisches Rathaus, Sitz des Magistrats (Stadtverwaltung)

## Verkehr

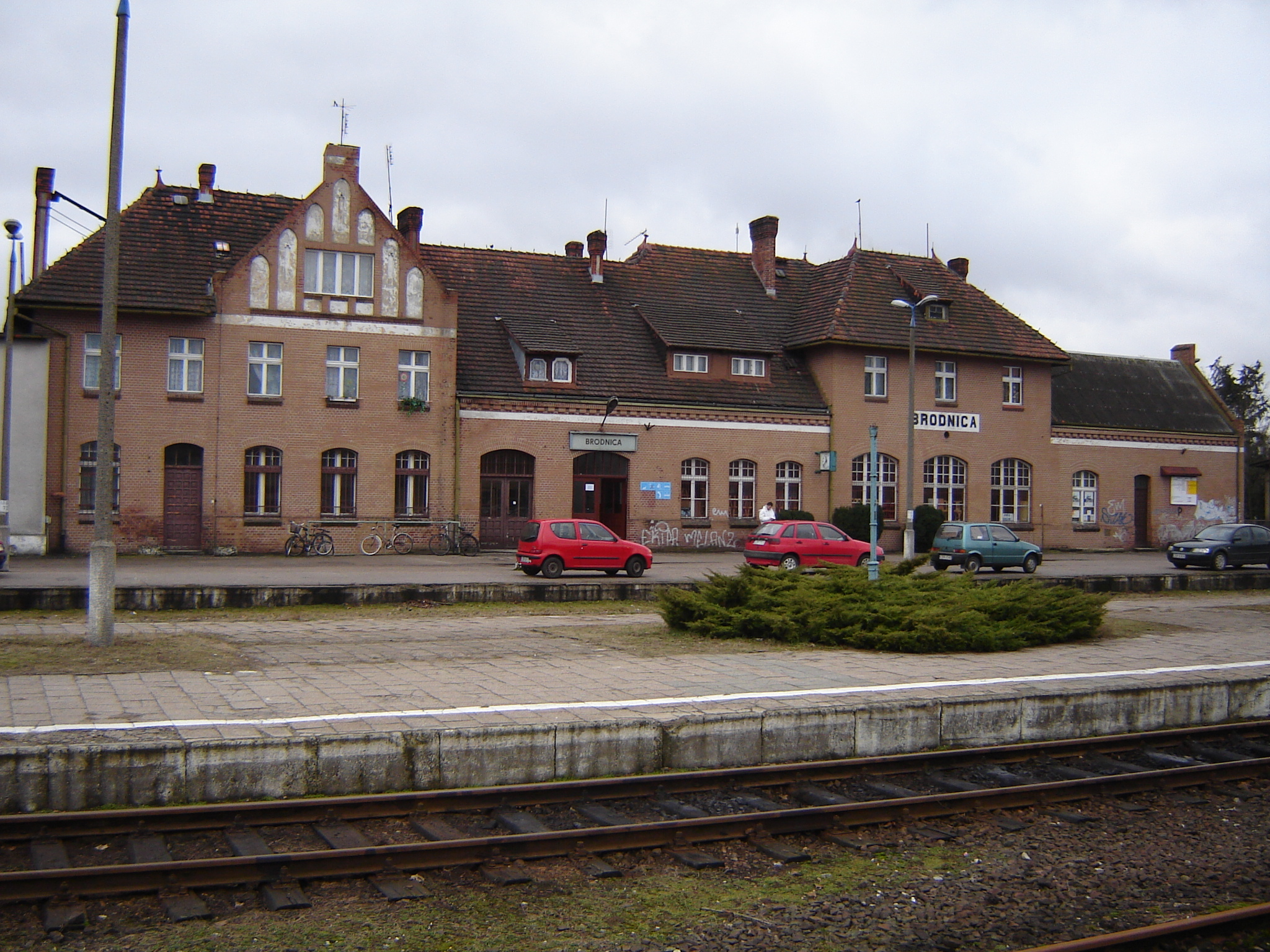
Bahnhof Brodnica

Brodnica liegt an der Landesstraße 15 Richtung Ostróda und hat einen früher bedeutenden Bahnhof. Im Personennahverkehr wird jedoch nur die Bahnstrecke Działdowo–Chojnice westwärts, Richtung Jabłonowo Pomorskie und Grudziądz bedient, während sie ostwärts genauso wie die Strecken nach Kowalewo Pomorskie und Bahnstrecke Tama Brodzka–Iława nicht mehr betrieben wird. Die Strecke aus Sierpc wird (Stand Dezember 2021) nur von einem Fernverkehrszugpaar am Tag bedient.
Mit Deutschland besteht eine regelmäßige Fernreisebuslinienverbindung.
Der ÖPNV in Brodnica ist seit März 2016 kostenlos.

## Landgemeinde Brodnica
Die Landgemeinde Brodnica, zu der die Stadt Brodnica selbst nicht gehört, hat eine Fläche von 126,96 km², auf der 8662 Menschen leben (31. Dezember 2020).

## Städtepartnerschaft
Es bestehen Partnerschaften mit folgenden Städten;
- Strasburg (Uckermark), Deutschland
- Brørup Kommune, Dänemark
- Kėdainiai, Litauen
- Kristinehamn, Schweden

## Söhne und Töchter der Stadt
- Leopold Rosenow (1848–1930), Unternehmer und Abgeordneter
- Toby Edward Rosenthal (1848–1917), deutsch-US-amerikanischer Maler
- Hugo Rüdiger (1851–1920), deutscher Seeoffizier
- Paul von Krause (1852–1923), Jurist und Politiker
- Gerhard Barg (1858–1926), deutscher Schiffbauer
- Karl Wilhelm von Oswald (1859–1936), deutscher Industrieller
- Jacob Wolff (1861–1938), Arzt und Medizinhistoriker
- Robert Garrison (1872–1930), Charakterschauspieler
- Sammy Gronemann (1875–1952), Schriftsteller, Journalist und Rechtsanwalt
- Rudolf Hause (1877–1961), Maler
- Georg Bürgerle (* 1877), Richter und Politiker (DNVP)
- Heinz von Hennig (1883–1947), Konteradmiral der Reichsmarine, geb. auf Gut Dembrowalonka
- Walter Norden (1885–1934), Architekt und Rennfahrer
- Emil Just (1885–1947), Generalmajor
- Kurt Blavier (1886–1938), Senator der Freien Stadt Danzig und NS-Opfer
- Kurt Ebhardt (* 1890), preußischer Verwaltungsjurist und Landrat
- Richard Schallock (1896–1956), Gewerkschafter und Politiker (SPD, SED), MdL
- Artur Marya Swinarski (1900–1965), Dramatiker und Lyriker
- Walter Albath (1904–1989), Jurist, SS-Führer und Gestapo-Beamter
- Johannes A. H. Potratz (1906 – nach 1992), Vorderasiatischer Archäologe und Prähistoriker
- Rolf Böger (1908–1995), Jurist und Bundestagsabgeordneter
- Klaus Weissermel (1922–1997), Chemiker
- Max Knorr (1926–?), Politiker (NPD)
- Coelestin Patock (1927–2008), katholischer Theologe und Ostkirchenkundler
- Alfred Herbert Fritz (* 1937), Fertigungsingenieur
- Edward Zielski (* 1945), Geistlicher, Bischof in Brasilien
- Ewa Kierzkowska (* 1964), polnische Politikerin
- Daniel Trojanowski (* 1982), Ruderer und Olympiateilnehmer
- Kronkel Dom/Dominik Paszkowski (* 1992), deutsch-polnischer Rapper

## Belege
1. 1 2  Population. Size and Structure by Territorial Division. As of December 31, 2020. Główny Urząd Statystyczny (GUS) (PDF-Dateien; 0,72 MB), abgerufen am 12. Juni 2021.
2. ↑  Stadt Strasburg (Westpr.). Territorial.de
3. ↑  Hans Plehn, Geschichte des Kreises Strasburg in Westpreußen (Leipzig 1900) S. 32 f.
4. ↑  Xaver Frölich: Geschichte des Graudenzer Kreises. Band 1. Graudenz 1868, S. 103; Textarchiv – Internet Archive.
5. ↑  Bernhard von Winckler: Westpreußische Studien. In: Altpreußische Monatsschrift, Band 3. Königsberg 1866, S. 415–440; Textarchiv – Internet Archive.
6. 1 2  Strasburg. In: Meyers Großes Konversations-Lexikon. 6. Auflage. Band 19: Sternberg–Vector. Bibliographisches Institut, Leipzig / Wien 1909, S. 95–96 (Digitalisat. zeno.org).
7. 1 2 3  Handbuch der historischen Stätten, Ost und Westpreußen. Kröner, Stuttgart 1981, ISBN 3-520-31701-X, S. 215–216.
8. ↑  Johann Friedrich Goldbeck: Volständige Topographie des Königreichs Preussen. Part II: Topographie von West-Preussen. Marienwerder 1789, S. 42–44; Textarchiv – Internet Archive.
9. 1 2 3  Alexander August Mützell, Leopold Krug: Neues topographisch-statistisch-geographisches Wörterbuch des preussischen Staats. Band 5: T–Z. Halle 1823, S. 386–387, Ziffer 713.
10. ↑  August Eduard Preuß: Preußische Landes- und Volkskunde. Königsberg 1835, S. 437, Nr. 46; Textarchiv – Internet Archive.
11. ↑  Kraatz: Topographisch-statistisches Handbuch des Preußischen Staats. Berlin 1856, S. 359; Textarchiv – Internet Archive.
12. ↑  E. Jacobson: Topographisch-statistisches Handbuch für den Regierungsbezirk Marienwerder. Danzig 1868, S. 190–191, Nr. 291; Textarchiv – Internet Archive.
13. ↑  Gustav Neumann: Geographie des Preußischen Staats. 2. Auflage. Band 2. Berlin 1874, S. 50–51, Ziffer 5.
14. 1 2 3  Michael Rademacher: Verwaltungsgeschichte Provinz Westpreußen, Kreis Strasburg. Online-Material zur Dissertation, Osnabrück 2006. In: eirenicon.com. Abgerufen am 21. Oktober 2023.
15. ↑  Königlich Preußisches Statistisches Landesamt: Gemeindelexikon der Regierungsbezirke Allenstein, Danzig, Marienwerder, Posen, Bromberg und Oppeln. Auf Grund der Volkszählung vom 1. Dezember 1910 und anderer amtlicher Quellen. Berlin 1912, Heft III: Regierungsbezirk Marienwerder. 13. Kreis Strasburg i. Westpr., S. 66–67, Ziffer 3 (Google Books).
16. ↑  Kreis Strasburg i. Westpr., Regierungsbezirk Marienwerder. gemeindeverzeichnis.de (U. Schubert, 2021).
17. ↑  Der Große Brockhaus. 15. Auflage. Band 18. Leipzig 1934, S. 234.
18. ↑  Burg des Deutschen Ordens. zamkipolskie.com
19. ↑  Darmowe autobusy od marca. Urząd Miasta Brodnica, 12. Februar 2016, abgerufen am 19. März 2025 (polnisch).